# UN-Klimakonferenz in Kopenhagen 2009
Die UN-Klimakonferenz in Kopenhagen fand vom 7. bis 18. Dezember 2009 im Bella Center statt. Sie war die 15. Konferenz der Vertragsstaaten der Klimarahmenkonvention der Vereinten Nationen und stellte das fünfte Treffen im Rahmen des Kyoto-Protokolls dar. Die Klimakonferenz war mit etwa 27.000 Teilnehmern, darunter 10.500 staatlichen Delegierten, „eines der größten Treffen der Diplomatiegeschichte“ und wurde in Anbetracht des Ergebnisses gleichzeitig als „eines der am wenigsten erfolgreichen“ beschrieben.
Auf der Konferenz einigten sich die Delegierten nur auf einen „Minimalkonsens“. Im Copenhagen Accord, einem völkerrechtlich nicht bindenden und von den Vertragsstaaten lediglich „zur Kenntnis“ genommenen, nicht aber formell angenommenen Papier, wird das Ziel erwähnt, die Erderwärmung auf weniger als 2 °C im Vergleich zum vorindustriellen Niveau zu begrenzen. Der Fahrplan von Bali 2007 hatte demgegenüber für Kopenhagen den Beschluss eines verbindlichen Regelwerks für den Klimaschutz nach 2012 vorgesehen.

## Hintergrund und Ziele

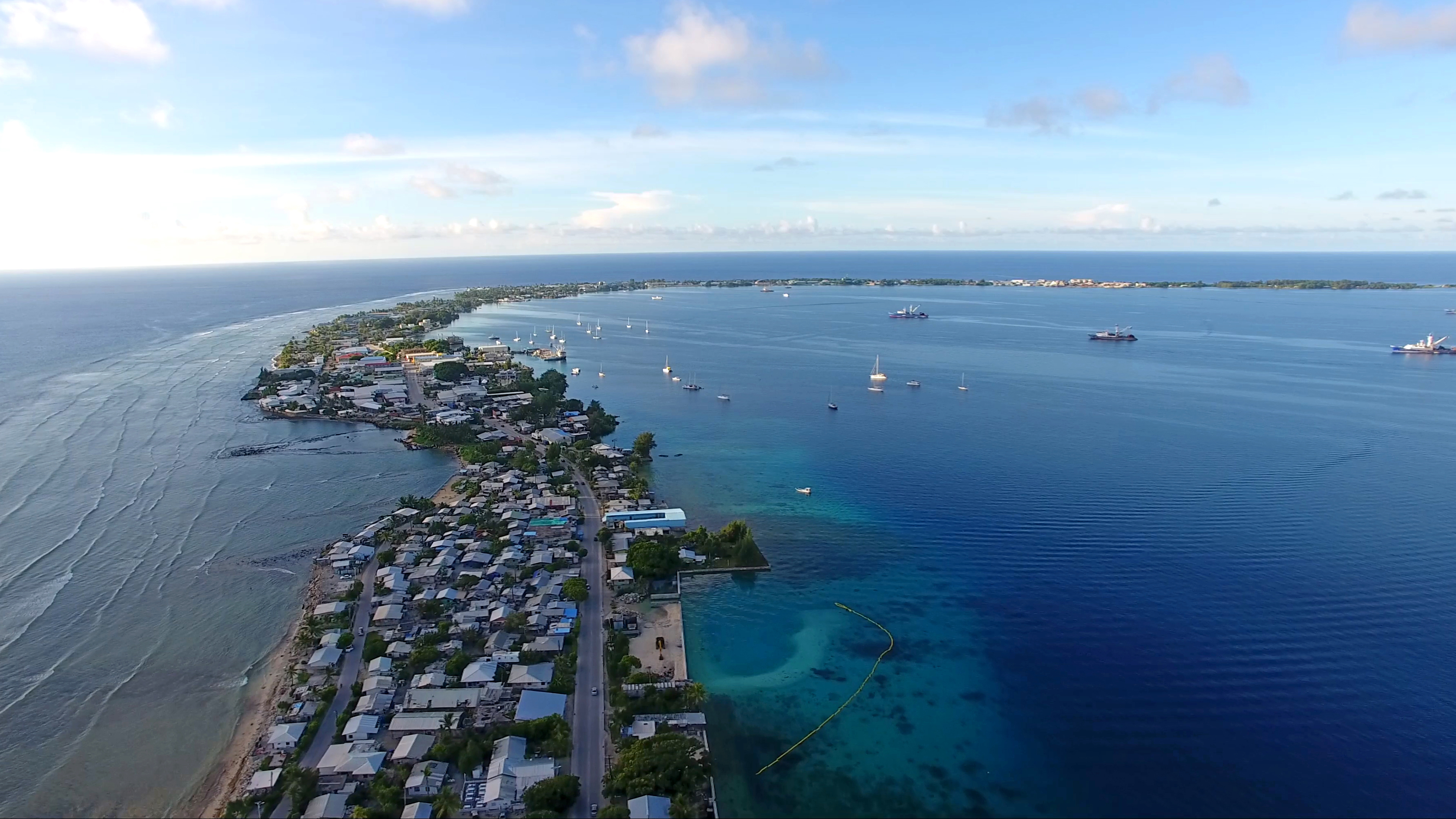
Folgen der globalen Erwärmung: Anstieg des Meeresspiegels auf den Marshallinseln (Luftaufnahme aus dem Dokumentarfilm One Word von 2020)

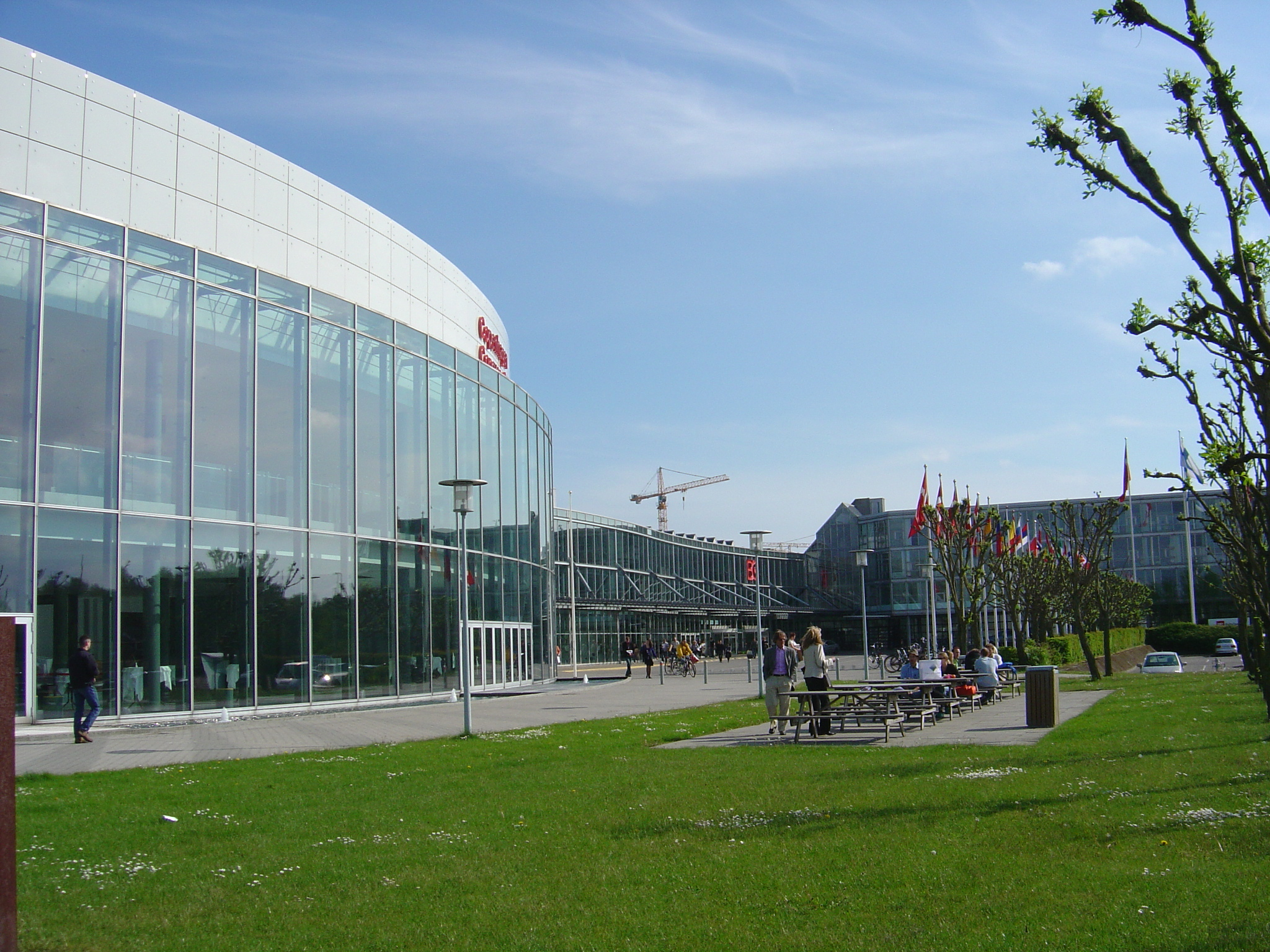
Kongresszentrum Bella Center

Die Konferenz folgte auf die „Klimakonferenz: Globale Risiken, Herausforderungen und Entscheidungen“, eine wissenschaftliche Tagung, die im März 2009 ebenfalls im Bella Center stattfand. Das Ziel der Klimarahmenkonvention besteht darin, eine gefährliche Störung des Klimasystems zu verhindern. Dies kann gemäß dem Umweltprogramm der Vereinten Nationen nur dann erreicht werden, wenn die Erderwärmung auf 2 Grad Celsius begrenzt wird. Die Europäische Union hat sich dieses Ziel bereits Mitte der 1990er Jahre zu eigen gemacht. Es bedeutet, dass die Treibhausgasemissionen in den entwickelten Industrieländern bis 2050 (im Vergleich zu 1990) um 80 bis 95 Prozent vermindert werden müssen.
Im Vorfeld wurde bei Konferenzen in Bonn, Barcelona und Bangkok verhandelt. Die Vorverhandlung der Ad Hoc Working Group under the Kyoto Protocol (AWG-KP) war nach wie vor weit von einem Ergebnis entfernt.
Ein Vorentwurf für ein Abkommen wurde bereits veröffentlicht.

## Interessen der Teilnehmer
Die Teilnehmerstaaten hatten aufgrund ihrer unterschiedlichen Rahmenbedingungen auch unterschiedliche Verhandlungsziele. In den USA wurde das nationale Klimaschutzgesetz gerade im Senat diskutiert; das Land ist in Fragen der Klimapolitik tief gespalten. Zwar kann die Regierung neuerdings auch ohne den Senat die Emissionen von Treibhausgasen regulieren, doch sucht US-Präsident Barack Obama zur Vermeidung massiver innenpolitischer Widerstände nach einer gesetzgeberischen Lösung unter Einbindung des Senats. Die bisher nicht von den Reduktionsverpflichtungen betroffenen Staaten mit großem Wirtschaftswachstum, wie Indien und die Volksrepublik China, sahen das Ziel in einer Fortschreibung des Kyoto-Protokolls, wollten aber verhindern, dass sie selbst verbindliche Zugeständnisse machen müssten (am Beispiel Indien siehe:). Weitere Schlüsselrollen im Verhandlungsprozess wurden einzelnen EU-Ländern zugeschrieben.
Bereits im Oktober 2009 auf der Konferenz von Bangkok hatten die Entwicklungs- und Schwellenländer unter chinesischer Führung den Industriestaaten vorgeworfen, eine mögliche Einigung in Kopenhagen auf Kosten der ärmeren Staaten zu sabotieren.
Im Umfeld der Konferenz waren eine Vielzahl von Umweltschutzorganisationen und NGOs beteiligt. Seitens der Umweltorganisation Greenpeace, die als Beobachter bei der Konferenz akkreditiert war, wurde im Rahmen eines Galadinners im Beisein der dänischen Königin unter dem Motto Politiker reden, Führer handeln die nicht weiter spezifizierte Forderung nach einem „bindenden und ehrgeizigen“ Verhandlungsabschluss überbracht. Demgegenüber wurden auch kontroverse Meinungen zum aktuellen Umgang mit dem Klimawandel sowie zu möglichen Lösungsvorschlägen geäußert, wie etwa von Survival International, einer NGO für indigene Völker, der zufolge einige Gegenmaßnahmen zum Klimawandel wie Biokraftstoffe, Wasserkraftwerke und Schutzmaßnahmen für bestimmte Urwaldtypen für indigene Völker deutlich negative Folgen haben.
Neben den offiziellen Delegierten und akkreditierten NGO-Abgesandten kamen auch viele Privatpersonen, um für ein gerechtes Klimaabkommen zu protestieren. Die Mehrzahl der angemeldeten Demonstrationen wurden von dem Netzwerk für Climate Justice Action organisiert. Bei den Protesten wurde von verschiedenen Aktivisten immer wieder auf das Demokratiedefizit in den Verhandlungen und in den Strukturen der Vereinten Nationen hingewiesen. Dieser Meinung schlossen sich die Delegationsleiter des Europäischen und des Pan-Afrikanischen Parlaments an, die eine Erneuerung der Entscheidungsprozesse forderten.
Die dänische Regierung und lokale Industrievertreter warben auf der Konferenz im Rahmen einer Public Private Partnership für dänische Umwelttechnologie.

## Ereignisse im Vorfeld
Im November 2009 hatten unter anderem rund 60 Nobelpreisträger an die Regierungschefs appelliert, sich in Kopenhagen auf ein tragfähiges Klimaabkommen zu verständigen und die mit dem Klimawandel einhergehenden Probleme zu bekämpfen.
Von Seiten der organisierten Klimaleugnerszene wurden im Vorfeld der Konferenz eine Kampagne lanciert, die die gezielte Diskreditierung der Klimaforschung zum Ziel hatte. Diese Kampagne basierte insbesondere auf der Betonung kleiner Fehler im vierten Sachstandsbericht des IPCC und der Veröffentlichung von aus dem Kontext gerissenen E-Mails von Klimaforschern, die zuvor von Hackern entwendet worden waren. Dieser als „Climategate“ bekannt gewordene künstlich aufgebauschte Skandal wurde insbesondere von der US-amerikanischen konservativen Presse wie Fox News, den Medien von Rupert Murdoch sowie populären TV-Moderatoren wie Glenn Beck, Bill O’Reilly und Sean Hannity zirkuliert. Beides führte zu einem erheblichen Vertrauensverlust der Bevölkerung an der Klimaforschung, auch wenn mehrere Untersuchungen ergaben, dass von Seiten der Klimaforscher keinerlei Fehlverhalten vorlag. Eine wichtige Rolle bei der Skandalisierung spielte insbesondere der Blogger Marc Morano. Unter anderem äußerte sich der Generalsekretär der Vereinten Nationen Ban Ki-moon auf der Konferenz zu der Affäre und widersprach vereinzelten Interpretationen, der anthropogene Anteil an der globalen Erwärmung sei durch den Vorfall in Frage zu stellen.
Im Vorfeld der Konferenz fand ein Treffen von Bürgermeistern zur Präsentation und Koordination regionaler Klimaschutzmaßnahmen statt.

## Konferenzverlauf

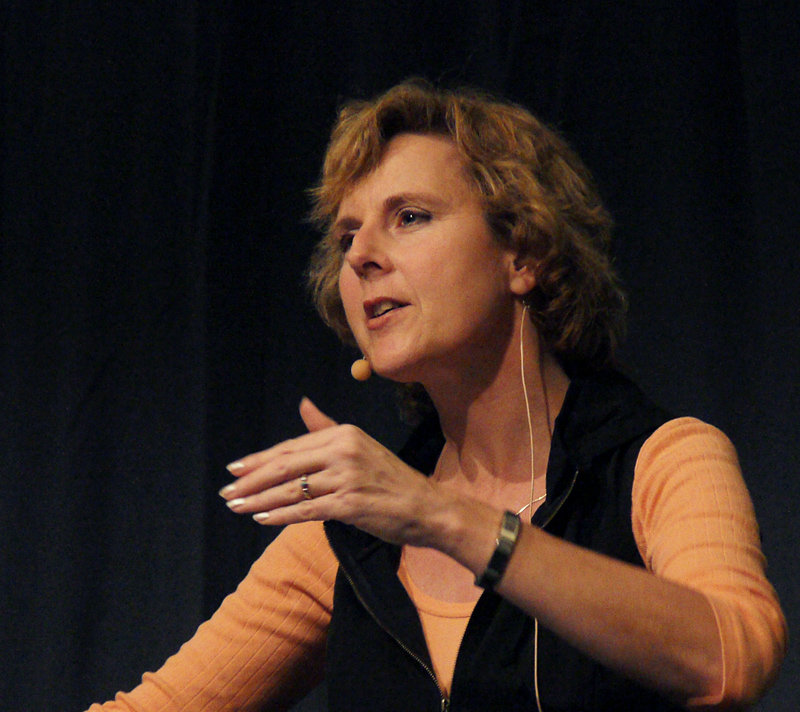
Connie Hedegaard, Leiterin der Konferenz bis zur Übergabe an den dänischen Ministerpräsidenten Lars Løkke Rasmussen am 16. Dezember 2009.

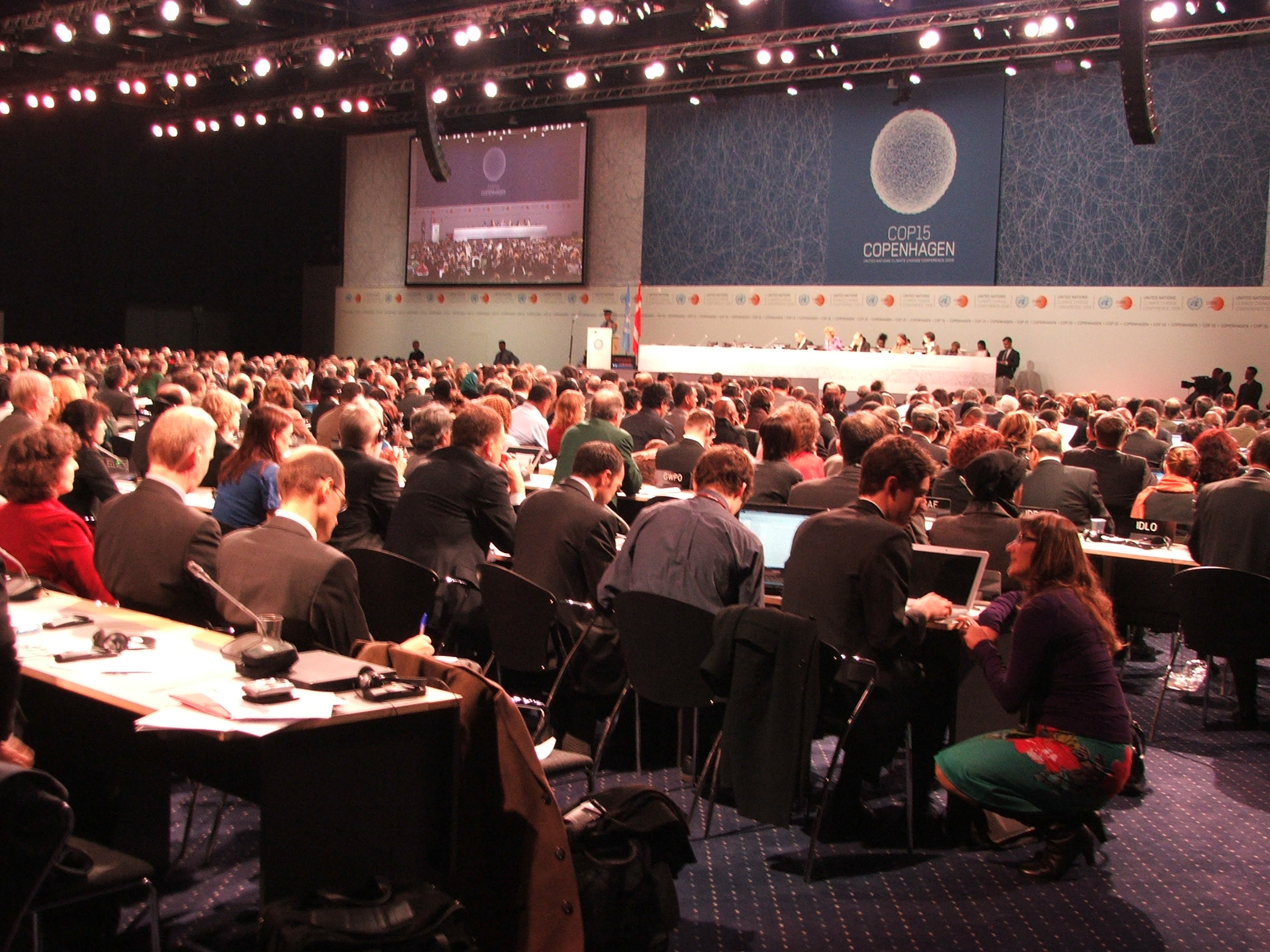
Die Eröffnungssitzung der COP 15 am 7. Dezember 2009

Die Konferenz wurde anfangs von der früheren dänischen Umweltministerin und designierten EU-Klimakommissarin Connie Hedegaard geleitet. Nach deren Rücktritt am 16. Dezember übernahm Ministerpräsident Lars Løkke Rasmussen die Verhandlungsleitung, die er seinerseits am letzten Gipfeltag abgab. Verhandlungsleitung und Organisation der Konferenz wurde aus Teilnehmerkreisen unter anderem als chaotisch und überfordert beschrieben.
Während der Konferenz eskalierte der Konflikt mit den Entwicklungsländern, nachdem unter dem Titel Danish text ein internes Verhandlungspapier bekannt worden war, das den Entwicklungsländern geringere CO2-Emissionsrechte zugestehen wollte.
Boliviens Präsident Evo Morales verlangte, dass die Industriestaaten gegenüber den Ländern des Südens ihre „Klimaschuld“ begleichen. Zudem müsse die Erderwärmung bis zum Ende des Jahrhunderts auf maximal ein Grad Celsius im Vergleich zur vorindustriellen Zeit beschränkt werden. Er schlug vor, einen internationalen Gerichtshof für Klimarecht einzurichten. Venezuelas Präsident Hugo Chávez betonte, dass es die reichen Staaten seien, die diesen Planeten zerstören. Sieben Prozent der Weltbevölkerung seien für 50 Prozent der Abgase verantwortlich, während die 50 Prozent am unteren Ende der sozialen Skala nur rund sieben Prozent der Emissionen verursachten. Im Konflikt zwischen den USA und China wies Chávez auf die Ungleichheit der Schuld an der Klimaerwärmung hin: „Die USA haben gerade einmal 300 Millionen Einwohner, in China leben fünf Mal mehr Menschen. Die USA verbrauchen pro Tag rund 20 Millionen Barrel Erdöl, China kommt auf fünf oder sechs Millionen Barrel“.
Als wesentlich für das Scheitern gilt die mangelnde Einigung zwischen China und den USA. Während der Konferenz versuchte Präsident Obama Zeitungsmeldungen zufolge, in direkten Verhandlungen mit dem chinesischen Premierminister Wen Jiabao eine Kompromissformulierung zu finden; er traf Wen in einer Runde mit den Regierungschefs von Indien, Brasilien und Südafrika an.
Nach einer ersten Abstimmung und einer spätabends improvisierten, rein amerikanischen Pressekonferenz reisten Obama wie auch Bundeskanzlerin Merkel ab, ohne dass die amerikanisch-chinesische Kompromissformel mit weiteren Verhandlungsteilnehmern etwa aus Europa abgestimmt worden wäre. Im anschließenden Plenum wurde diese verworfen; auch die chinesische Seite rückte von der amerikanischen Erfolgsmeldung ab. Dabei drohten Bolivien, Venezuela, Nicaragua, Sudan und Saudi-Arabien mit einem Veto, was den Konferenzabbruch ausgelöst hätte.
Im Gegensatz zum äthiopischen Präsidenten Meles Zenawi, der das vorgelegte Kompromisspapier für akzeptabel hielt, löste Lumumba Di-Aping, der sudanesische Chefunterhändler der Gruppe der 77, einen Eklat aus. Der Diplomat sagte im Plenum, die Umsetzung koste Millionen Menschen das Leben. Er verglich zudem die Weigerung der Industriestaaten, den Entwicklungsländern ohne weitere Vorbedingungen umfangreiche Mittel zur Bekämpfung des Klimawandels zur Verfügung zu stellen, mit dem Völkermord an den europäischen Juden, was von mehreren Seiten empört zurückgewiesen wurde. Es gelang Zeitungsangaben zufolge einigen Teilnehmern, unter anderem dem Briten Ed Miliband, eine weitere Eskalation zu vermeiden, Di-Aping in die Schranken zu weisen und zu einem Konferenzabschluss zu kommen.
Die allgemeinen Schutzmaßnahmen, Einschränkungen des Demonstrationsrechts in Teilbereichen sowie Proteste und Demonstrationen im Umfeld der Konferenz führten zum bisher größten Polizeieinsatz der dänischen Geschichte. Die Chefredakteure der deutschen Fernsehsender ZDF und ARD forderten in einem Protestschreiben, erhebliche Beschränkungen der Berichterstattung auf dem Klimagipfel aufzuheben. Eine besondere Herausforderung stellte die Nähe der Freistadt Christiania in Kopenhagen dar, die als Zentrum der Alternativkultur in Dänemark gilt und bereits früher Ausgangspunkt von Demonstrationen und Krawallen im Rahmen globalisierungskritischer Aktionen wurde. Insgesamt wurden 1915 Demonstranten festgenommen und ins „Klimagefängnis“ in Valby verbracht, das aus Käfigen in einer Mehrzweckhalle bestand.
Amjad Abdulla, ein Vertreter der Inselstaaten, erinnerte im Vorfeld der UN-Klimakonferenz in Paris 2015 an die bei den Verhandlungen aufgetretenen Probleme: „Wir begannen mit einem Entwurf, der die Sichtweise der Entwicklungsländer nicht widerspiegelte und verloren einen Tag, um sie wieder einzufügen. Wenn wir ein weiteres Kopenhagen in Paris vermeiden wollen, müssen wir uns diese Lektion zu Herzen nehmen.“
Bei der UN-Klimakonferenz im Dezember 2015 (Paris) wurden zahlreiche der Fehler vermieden, die in Kopenhagen offenbar gemacht worden waren.

## Ergebnis

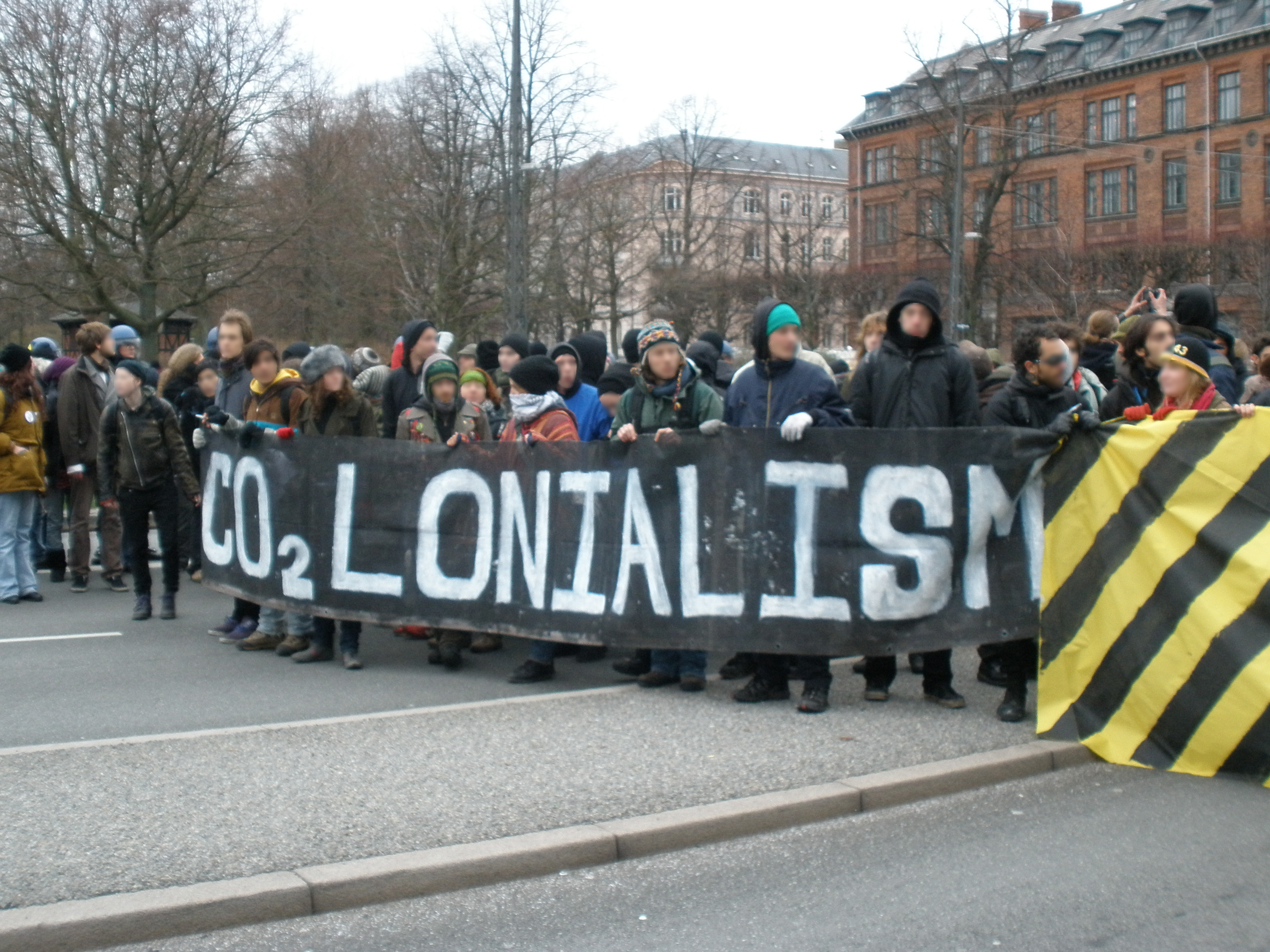
Proteste im Umfeld der Konferenz

Die Vereinten Nationen haben weder das Ziel aus der Bali roadmap erreicht, in Kopenhagen eine völkerrechtlich verbindliche Nachfolgeregelung für das Kyoto-Protokoll zu verabschieden, noch das oft im Vorfeld der Konferenz in Kopenhagen genannte Ziel einer Selbstverpflichtung zur Halbierung des globalen Kohlendioxidausstoßes bis zum Jahre 2050. Das zentrale Abschlussdokument, der „Copenhagen Accord“, ist rechtlich nicht bindend, enthält aber als Minimalkonsens erstmals das konkrete Ziel, die Erderwärmung auf weniger als 2 °C im Vergleich zum vorindustriellen Niveau zu begrenzen. Wie dies erreicht werden kann, blieb aber weiter ungeklärt. Die Delegierten einigten sich weder auf konkrete Ziele für die Verringerung der Treibhausgase noch auf einen Fahrplan für das weitere Vorgehen.
Der Copenhagen Accord kann jedoch von allen Mitgliedsstaaten der Klimarahmenkonvention unterzeichnet werden. Seine wesentlichen Inhalte: Die Erderwärmung soll auf weniger als 2 Grad Celsius begrenzt werden. Dafür sind „tiefe Einschnitte bei den Emissionen“ nötig; verbindliche Ziele zur Reduktion der Emission von Treibhausgasen gibt es aber nicht. Stattdessen sollen die Industriestaaten bis Ende Januar 2010 ihre jeweiligen Reduktionsziele bis zum Jahr 2020 in einen Anhang I eintragen; die Einhaltung dieser Selbstverpflichtungen soll ebenso wie die finanzielle Unterstützung von armen Ländern den Richtlinien der Vertragsstaatenkonferenz entsprechend international überwacht werden. Die Nicht-Industriestaaten sollen, ebenfalls bis Ende Januar 2010, ihre Aktivitäten zur Verringerung der Erderwärmung in einem Anhang II eintragen, der alle zwei Jahre aktualisiert wird. Sie können die Einhaltung selbst überwachen und müssen die Ergebnisse mitteilen; von den Industriestaaten finanzierte Maßnahmen werden aber wie die Maßnahmen der Industriestaaten international überwacht. Die Bedeutung der Erhaltung von Wäldern und von deren Ausweitung für den Klimaschutz wird ausdrücklich anerkannt, zu ihrem Schutz sollen Mechanismen wie REDD-plus eingeführt werden. Für diese Maßnahmen – einschließlich des Schutzes der Wälder – und für die Anpassung an die Folgen des Klimawandels in armen Ländern stehen im Zeitraum 2010 bis 2012 30 Milliarden US-$ zur Verfügung, ab 2020 sollen es 100 Milliarden US-$ pro Jahr sein. Das Geld soll weitgehend über einen neu zu gründenden „Copenhagen Green Climate Fund“ verteilt werden. Die Umsetzung dieser Vereinbarung soll im Jahr 2015 überprüft werden; dann soll auch geprüft werden, ob das langfristige Ziel der Begrenzung der Erderwärmung auf 1,5 Grad Celsius abgesenkt werden muss.

## Bilanz
Die Gesamtkosten der Konferenz werden auf knapp unter 150 Millionen Euro geschätzt. Der CO2-Ausstoß während und durch die Konferenz mit 16.500 Teilnehmern entsprach mit etwa 40.000 t CO2-Äquivalent dem, was die britische Großstadt Middlesbrough während der Dauer der Konferenz in die Atmosphäre entließ. Gegenüber der Konferenz in Bali mit etwa 100.000 Tonnen konnte der ökologische Fußabdruck damit erheblich verringert werden.
Hermann Scheer als Präsident des Interessenverbandes Eurosolar und Träger des Alternativen Nobelpreises hält das Scheitern des Klimagipfels für nicht weiter verwunderlich. Das von ihm propagierte, am Nationalstaat ausgerichtete Modell des Erneuerbare-Energien-Gesetzes sei deutlich erfolgversprechender als globale Lösungen im Rahmen des Emissionshandels.
Am ersten Handelstag des European Climate Exchange nach Abschluss der Konferenz sanken die Preise für Emissionszertifikate um knapp 7 % auf den niedrigsten Stand seit März 2009. Die Preise für die im Rahmen des Clean Development Mechanism emittierten Carbon credits fielen ebenfalls um etwa 7 %.

## Massenverhaftungen
Der Klimagipfel war begleitet von Demonstrationen und „vorbeugenden“ Massenverhaftungen. Die dänische Regierung hatte kurz vor dem Gipfel im Eilverfahren ein Paket von Sondergesetzen erlassen, das von der Regierung selbst als „Lømmelpakke“  („Lümmelpaket“) bezeichnet wurde. Unter anderem erlaubt es Präventivhaft von bis zu 12 Stunden bei Verdacht möglicherweise „die Ordnung und Sicherheit gefährdender“ Absichten. Aufgrund dieser Sondergesetzgebung waren während des Gipfels mehr als 2000 Menschen zeitweise ihrer Freiheit beraubt worden, ohne dass ihnen strafbare Handlungen vorgeworfen worden waren. Es existieren Tonaufnahmen des Polizeieinsatzleiters mit der Aufforderung an die Beamten: Nicht nur auf die Demonstranten, sondern auch auf die Journalisten, die sich dort aufhielten, einzuknüppeln „bis der Schlagstock rot glüht“.

## Stimmen
„Es sieht so aus, als würden uns 30 Silberlinge angeboten, um unser Volk und unsere Zukunft zu verraten. Doch unsere Zukunft steht nicht zum Verkauf.“ Ian Fry, tuvaluisch-australischer Jurist und Menschenrechtsexperte
„Sie verlangen von Afrika, einen Selbstmord-Pakt zu schließen, um ihre wirtschaftliche Dominanz zu erhalten.“ Stanislaus Lumumba Di-Aping, sudanesischer Diplomat
„Das Kopenhagen-Ergebnis ist eine Ohrfeige für das Weltklima. Die Welt wurde bitter enttäuscht“. Hubert Weiger, Vorsitzender BUND Deutschland